# Luddington, Lincolnshire
Luddington är en by i civil parish Luddington and Haldenby, i distriktet North Lincolnshire, i grevskapet Lincolnshire, i England. Byn är belägen 9 km från Scunthorpe. Luddington var en civil parish fram till 1983 när blev den en del av Luddington and Haldenby. Civil parish hade 414 invånare år 1961. Byn nämndes i Domedagsboken (Domesday Book) år 1086, och kallades då Ludintone.